# Philipp Wolff (Orientalist)
Philipp Wolff (* 22. Dezember 1810 in Ulm; † 1. Januar 1894 in Tübingen) war ein deutscher Orientalist und Religionswissenschaftler. Ein Standardwerk im deutschsprachigen Raum ist sein Buch über die Religionsgemeinschaft der Drusen und ihre Vorläufer.
Er studierte zunächst Theologie in Tübingen und dann Orientalistik in Halle, wo er 1834 bei Emil Rödiger promoviert wurde. Anschließend setzte er sein Studium in Paris bei Antoine-Isaac Silvestre de Sacy fort. 1835 wurde er Privatdozent in Tübingen; da dies aber keine großen Karriereaussichten bot, wurde er Pfarrer in Rottweil. Daneben übersetzte er aus dem Arabischen und Persischen. 1847 war er in Palästina und ein zweites Mal 1869/70; auf dieser Reise starb seine Frau. Er reiste 1872 ein weiteres Mal nach Palästina, um ihr Grab in Jaffa zu besuchen. Im Jahr 1877 verlieh ihm die Evangelische Fakultät der Universität Tübingen den Ehrendoktor. Nach seiner Pensionierung zog er 1882 nach Tübingen.
Er schrieb einen illustrierten Reiseführer über Jerusalem, der in drei Auflagen zwischen 1857 und 1872 erschien. Sein Buch über die Drusen war frei an das demselben Thema gewidmete Buch von Sacy angelehnt und erweiterte dieses.
Zu seinen Übersetzungen gehören Werke von Saadi und die Sammlung Mu'allaqat mit sieben Gedichten, darunter von Imru' al-Qais.

## Mitgliedschaften
Philipp Wolff war Mitglied der Deutschen Morgenländischen Gesellschaft.

## Werke (Auswahl)
- Die Drusen und ihre Vorläufer. Vogel, Leipzig 1845 (Digitalisat / Inhaltsübersicht).
- Reise in das Gelobte Land. Mit einem neuen Plan von Jerusalem. Metzler, Stuttgart 1849 (Digitalisat).
- Auszüge aus dem Katechismus der Nossairier. In: Zeitschrift der Deutschen Morgenländischen Gesellschaft, Band 3. 1849. S. 302–309 (Digitalisat).
- Arabischer Dragoman für Besucher des Heiligen Landes. Weber, Leipzig 1857 (Digitalisat); 2. Auflage 1867: Arabischer Dragoman: Grammatik, Phrasensammlung und Wörterbuch der neu-arabischen Sprache. Brockhaus, Leipzig 1867, (Digitalisat).
- Ein Gedicht Nâbiga's. In: Zeitschrift der Deutschen Morgenländischen Gesellschaft, Band 13. 1859. S. 701–704 (Digitalisat).
- Jerusalem. Nach eigener Anschauung und den neuesten Forschungen 1857. erw. 2. Aufl., J. J. Weber, Leipzig 1862 Digitalisat.  Nach einer wiederholten Pilgerfahrt ganz umgearbeitete 3. Aufl., Leipzig 1872

Übersetzungen
- Carminum Abulfaragii Babbaghae specimen ex codice Gothano. Vogel, Leipzig 1834 (Digitalisat).
- Calila und Dimna oder die Fabeln Bidpai’s. 2 Bändchen. Scheible, Stuttgart 1837 (Digitalisat von Bd. 2); 2. Auflage als Das Buch des Weisen in lust- und lehrreichen Erzählungen des indischen Philosophen Bidpai. 2 Teile. Scheible, Stuttgart 1839 (Digitalisat).
- Saʻdi’s Rosengarten: Aus dem Persischen von Dr. Philipp Wolff, Stuttgart 1841
- Zwölf Gedichte Abu Ishak’s. In: Zeitschrift für die Kunde des Morgenlandes. Band 3, Heft 1, 1839, S. 64–76 (Digitalisat).
- Muallakat: Die sieben Preisgedichte der Araber. Degginger, Rottweil 1857 (Digitalisat).